# Ономастика
Онома́стика (от др.-греч. ὀνομαστική — искусство давать имена) — раздел языкознания, изучающий любые собственные имена, историю их возникновения и трансформации в результате длительного употребления в языке-источнике или в связи с заимствованием из других языков. В более узком значении ономастика — это собственные имена различных типов, совокупность ономастических слов, — ономастическая (онимическая) лексика.
Таким образом, предметом изучения ономастики является оним (собственное имя), который служит для выделения именуемого им объекта среди других объектов.

### Синонимы
- Ономатика — учение о значении и образовании имён[2]. Устаревший термин, не рекомендуется к употреблению.
- Ономатология — отдел языкознания, изучающий собственные имена[3]. Ономатолог (ономаст) — исследователь, занимающийся ономастикой.
- Ономасиология (ономатология) (англ. onomasiology) — раздел языкознания, исследующий слова языка как названия определённых явлений или предметов (вещей)[4].
- Топономастика — устаревшее, но зарегистрированное в литературе определение ономастики[1].

## Направления ономастики
Антропонимика
Собственные имена людей (Пётр Николаевич Амехин, Иван Калита, Игорь Кио, Рюрик) исследует антропонимика.
Астронимика
Астронимика изучает названия космических объектов или отдельных небесных светил (Солнце, Луна, Юпитер, комета Галлея, малая планета (астероид) Веста, карликовая планета Церера, звёзды Толиман или Сириус).
Зоонимика
Собственными именами животных, их кличками (Шарик, Мурка, Квадрат, Звёздочка, Донгуз) занимается зоонимика.
Каронимика
Первоначально термин звучал как «карабонимика» (от греческих «карабос» — корабль и «онома» — имя), но впоследствии было принято якобы более благозвучное название. Изучает собственные имена (наименования) кораблей, судов и катеров («Аврора», «Варяг», «Бородино», «Казак», «Платов», «Память Меркурия» и т. д.), историю и происхождение корабельных наименований, показывает истоки именования кораблей, судов и катеров, традиции и системы наименований на флотах мира. Термин карабонимика предложил Г. В. Алексушин в противовес предложенным ранее терминам наутонимика и каронимика.
Космонимика
Наименования зон космического пространства — созвездий, галактик, как принятые в науке, так и народные (Млечный Путь, Плеяды, Галактика Андромеды) анализирует космонимика. Весьма часто термин космоним употребляют как синоним астрониму.
Хрематонимика, или ктематонимика
Собственные имена предметов материальной культуры (алмаз «Орлов», меч Дюрандаль, пушка Гамаюн) стали объектом изучения хрематонимики.
Прагматонимика
Изучает наименования товаров и других результатов практической деятельности людей. Например, парфюмонимы — названия парфюмерной продукции, ароматов (Chanel, J'adore, Lauren), чоконимы — названия шоколадной продукции («Кара-Кум», «Метелица», «Ласточка»).
Теонимика
Собственные имена богов и божеств любого пантеона (Стрибог, Зевс).
Топонимика
Топонимика изучает множество собственных имён географических объектов, например: Россия, Чёрное море, Новгород, Невский проспект, река Ловать, озеро Байкал, Куликово поле, которые в ономастике носят название топонимы.
Эргонимика
Изучает наименования деловых объединений людей. Например, эмпоронимы — названия магазинов, фирмонимы — названия фирм. Сюда же относятся названия парикмахерских, баров, кафе, благотворительных организаций и др.
Этнонимика
Изучает названия народов и племён.
Соционимика
Изучает названия социальных страт.

## Функции ономастики
Ономастические исследования помогают выявлять пути миграций и места былого расселения различных народов, языковые и культурные контакты, более древнее состояние языков и соотношение их диалектов. Исследование имён собственных представляет огромную важность благодаря специфическим закономерностям их передачи и сохранения. Вследствие своей социальной функции — служить простым индивидуализирующим указанием на определённый предмет — имя собственное способно сохранять свою основную значимость при полном затемнении его этимологического значения, то есть при полной невозможности связать его с какими-либо другими словами того же языка (ср., например, такие названия рек в русском языке, как скифское «Дон», финно-угорские «Москва», «Волга» и т. д.).
Отсюда — огромная устойчивость имён собственных, сохраняющихся не только при революционных сдвигах в истории определённого языка, но и даже при полной смене языка одной системы другим. Тем самым устанавливается возможность путём этимологического разъяснения тех или иных названий установить характер языка, на котором было впервые создано соответствующее наименование.

## Историческая ономастика
Ономастика даёт, таким образом, ценнейший материал для истории, устанавливая места поселений и пути миграций народов (часто исчезнувших), характеризуя местные мифы, давая представления о типе поселений, об общественных и семейных отношениях. Анализ географических названий южной части Восточно-Европейской равнины приводит к положительному решению вопроса о скифском вкладе в русский язык. Анализ названий русских городов по Великому водному пути (типа «Вышний Волочёк») позволяет установить особенности речного транспорта соответствующей эпохи и т. д. Топонимика (особенно гидронимика) зачастую является единственным источником информации об исчезнувших языках и народах.